# 千葉ポートサイドタワー
千葉ポートサイドタワー（ちばポートサイドタワー）は、千葉県千葉市中央区の千葉ポートスクエア内にある超高層建築物。

## 概要

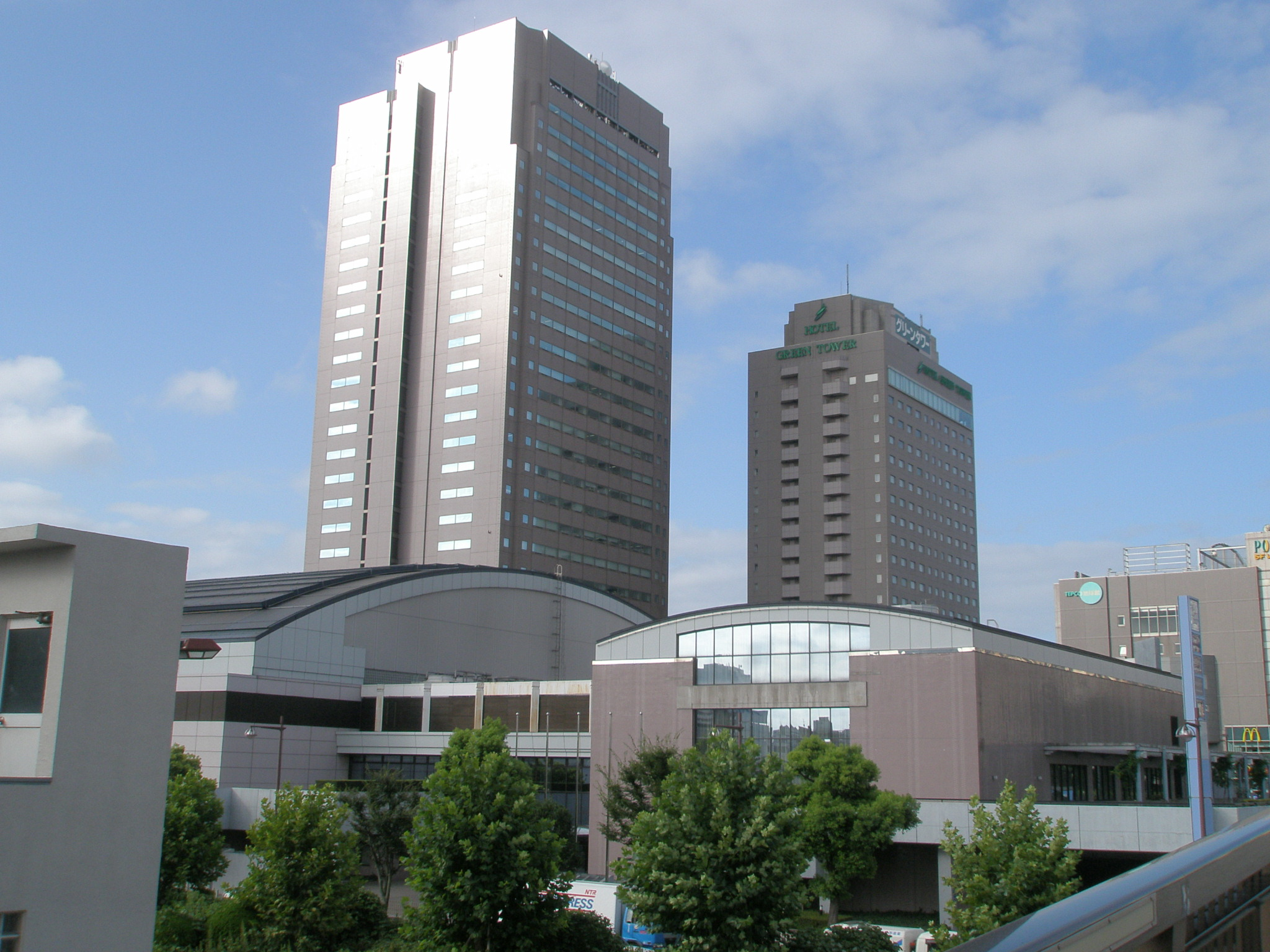
千葉ポートスクエア全体（左の高層棟が千葉ポートサイドタワー）

千葉市中央卸売市場跡地に1993年（平成5年）10月1日に千葉ポートスクエアが開館した。千葉ポートサイドタワーはオフィス棟として機能している。地上29階・地下3階。 高さ122メートル。
開館同月に千葉市教育委員会などが移転したものの、近隣の駅から遠いなど立地の不便さが影響して開館約2ヵ月後でも約50%の入居に留まるなどテナント集めに苦戦した。そのため、当初は千葉新都心開発が運営していたが、2005年（平成7年）3月25日に減資と保有不動産のみずほ信託銀行への信託を行い、同年5月27日に東京地方裁判所から特別清算開始の決定を受けた。2016年（平成28年）2月19日にラオックスが中国の不動産大手・緑地集団と合弁会社を設立し、商業棟やホテル棟などと共に当館を取得した。
企業の事務所や営業所などが入居しており、千葉薬品、メガテック、保険ニュース、マインドグループのマインド（デザイナー）、シーエムエヌ（広告代理店）、エムツー企画（通信販売）などの本社も入居している。

## 沿革
- 1988年（昭和63年）
  - 10月13日 - 新業務市街地・総合体育館複合施設の開発提案の審査委員会が発足[16][17]。
- 1988年（昭和63年）
  - 8月23日 - 総合体育館（4階建）と29階建のツインビルを建設する計画を策定[18]。
- 1989年（平成元年）
  - 5月30日 - 千葉市総合体育館・複合施設（仮称）起工式[19]。
  - 9月29日 - 千葉市総合体育館・複合施設（仮称）が着工[20]。
  - 3月6日 - 起工式[21]。
- 1993年（平成5年）
  - 9月28日 - 竣工式[22][23]。
  - 10月1日 - 開館[3]。
  - 10月12日 - 千葉市教育委員会などが移転[4][5]。
- 2016年（平成28年）
  - 2月19日 - ラオックスが緑地集団と合弁会社を設立し、オフィス棟、商業棟、ホテル棟などを取得[9]。

## 周辺
千葉ポートスクエア内にはオフィス棟（当棟）のほか千葉ポートアリーナ、千葉ポートタウンがある。
- 関東職業能力開発大学校附属千葉職業能力開発短期大学校
- 千葉市立新宿中学校
- 千葉新宿郵便局

## 交通
鉄道
- 千葉都市モノレール 市役所前駅から徒歩約8分
- 京成千葉線 千葉中央駅から徒歩約12分
- 京葉線 千葉みなと駅から徒歩約16分
- JR・千葉都市モノレール 千葉駅から徒歩約17分

バス
- 小湊鉄道バス

## 外部サイト
- 千葉ポートスクエア
- Chiba Port Square Port Side Tower, Chiba - SkyscraperPage.com